# Hacılar (Ağcabədi)
Hacılar è un comune dell'Azerbaigian situato nel distretto di Ağcabədi. Conta una popolazione di 1 240 abitanti.